# 第205師団 (日本軍)
第205師団（だいにひゃくごしだん）は、大日本帝国陸軍の師団の一つ。
太平洋戦争の末期、1945年（昭和20年）1月20日に帝国陸海軍作戦計画大綱が策定された結果、本土決戦に備えるべく急造が決定した54個師団の一つであり、そのうちの第二次兵備として、1945年（昭和20年）4月2日に編成が命じられた8個の機動打撃師団の一つである。

## 沿革
第205師団は、1945年（昭和20年）4月2日に広島で編成、第55軍戦闘序列に編入、高知に在って連合国軍の四国上陸作戦に備えていたが、連合国軍の四国上陸は無く当地で終戦を迎えた。

## 師団概要

### 歴代師団長
- 唐川安夫 中将：1945年（昭和20年）4月30日 - 終戦

### 参謀
- 本室直人 少佐：1945年（昭和20年）4月23日 - 終戦[1]

### 最終所属部隊
- 歩兵第507連隊（山口）：石橋幸人中佐
- 歩兵第508連隊（鳥取）：横山忠男中佐
- 歩兵第509連隊（岡山）：足達謙三中佐
- 野砲兵第205連隊：小林繁大佐
- 迫撃第205連隊：指宿三郎中佐
- 第205師団速射砲隊：山県俊夫大尉
- 第205師団機関砲隊：田村憲文大尉
- 第205師団工兵隊：大塚忠男少佐
- 第205師団輜重隊：河済人也少佐
- 第205師団通信隊：木村菊雄少佐
- 第205師団兵器勤務隊
- 第205師団第4野戦病院